# Куаутитлан-де-Гарсия-Барраган
Куаутитла́н-де-Гарси́я-Баррага́н (исп. Cuautitlán de García Barragán), до 1979 года просто Куаутитла́н (исп. Cuautitlán) — посёлок в Мексике, в штате Халиско, входит в состав одноименного муниципалитета и является его административным центром. Численность населения, по данным переписи 2020 года, составила 2794 человека.

## Общие сведения
Название посёлка составное: Cuautitlán с языка науатль можно перевести как: место, среди деревьев, а García Barragán дано в честь губернатора штата Халиско — Марселино Гарсии Баррагана.
В 1522 году в регион прибыл Франсиско Кортес, отправив гонцов в деревню Кусалапа, где их приняли с миром и разрешили пользоваться землями. Так было основано первое поселение Куаутитлан.
22 января 1855 года поселение посетил епископ Гвадалахары Педро Эспиноса, и предложил перенести поселение, так как оно было малолюдным и антисанитарным. Были выбраны земли в 7 км, богатые водой и деревьями, там основали посёлок Пуэбло-Нуэво.
В 1884 году посёлку было возвращено название Куаутитлан.
3 декабря 1979 года к названию поселения добавили имя известного уроженца Марселино Гарсии Баррагана.
Посёлок расположен в 270 км к юго-западу от столицы штата, города Гвадалахара, в 20 км от федеральной трассы 80.

## Население
| Год  | Численность | Численность |
| ---- | ----------- | ----------- |
| 2000 | 2350        | [ 7 ]       |
| 2005 | 2416        | [ 8 ]       |
| 2010 | 2597        | [ 9 ]       |
| 2020 | 2794        | [ 10 ]      |